# Cleveland Tigers (NFL)
Los Cleveland Tigers fueron el primer equipo de la ciudad de Cleveland, Ohio en la National Football League. Los Tigers jugaron en la era pre-NFL como parte de la American Professional Football Association durante las temporadas de 1920 y 1921. 

## Historia
En su primera temporada, los Cleveland Tigers anotaron solo 2 touchdowns, terminando con una marca de 1-4-2. Para la temporada de 1921, el nombre del equipo cambió a Indians porque lograron contratar a tres jugadores nativos americanos que habían jugado anteriormente con los Canton Bulldogs. En 1921 los Tigers regresaron al campo de juego con dos futuros miembros del Salón de la Fama, Joe Guyon y el jugador/entrenador Jim Thorpe. Ganaron sus primeros dos partidos, pero en ese degundo juego Thorpe se lesionó las costillas y se perdió lo que restaba de la temporada; los Tigers perdieron los siguientes cuatro partidos por poco margen. Cuando Thorpe regresó al campo de juego en un juego de postemporada en contra de los New York Giants en diciembre, volvieron a ganar. Suspendieron sus operaciones en 1922. Tiempo después una franquicia fue comprada por una persona de nombre Sameul Deutch, la cual operó con el nombre de Cleveland Indians en 1923.

## Miembros del Salón de la Fama
- Joe Guyon
- Jim Thorpe

## Temporadas
|                   | V | D | E | posición final | Entrenador               |
| ----------------- | - | - | - | -------------- | ------------------------ |
| Cleveland Tigers  |   |   |   |                |                          |
| 1920              | 2 | 4 | 2 | 10º            | Stan Cofall, Al Pierotti |
| Cleveland Indians |   |   |   |                |                          |
| 1921              | 3 | 5 | 0 | 11º            | Jim Thorpe               |
| Totales           | 5 | 9 | 2 |                |                          |